# Targowiska (stacja kolejowa)
Targowiska – stacja kolejowa w Targowiskach, w województwie podkarpackim, w Polsce, na linii Stróże - Krościenko. Znajduje się tu 1 peron. Stacja jest obsługiwany wyłącznie przez pociągi osobowe Przewozów Regionalnych.

## Ruch pasażerski
| Rok  | Wymiana pasażerska na dobę |
| ---- | -------------------------- |
| 2017 | 0-9                        |
| 2022 | 0-9                        |

## Połączenia
- Jasło-Targowiska
- Rzeszów Główny-Komańcza/Łupków/Medzilaborce